# Peter Shaffer

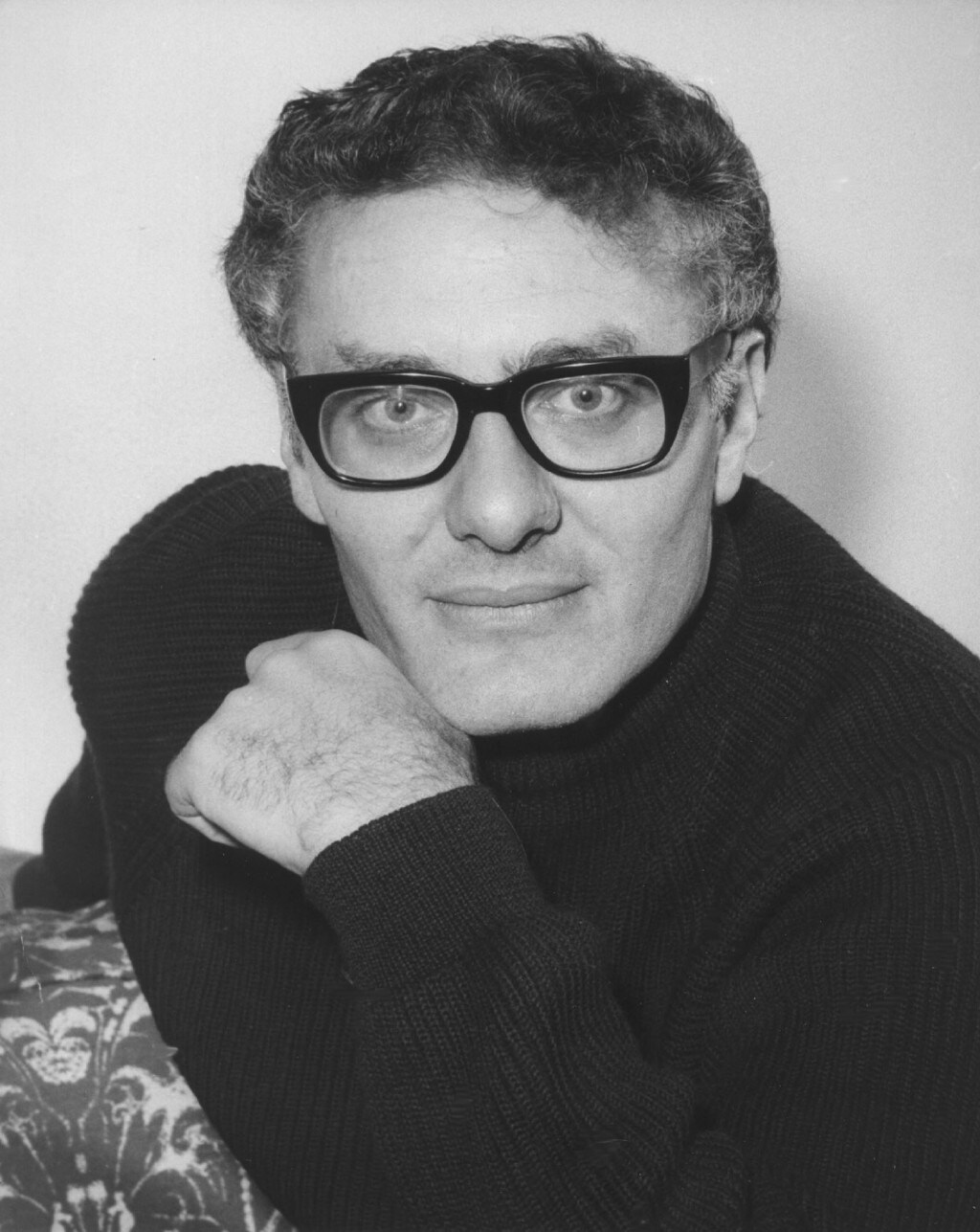
Peter Shaffer, 1966

Sir Peter Levin Shaffer (* 15. Mai 1926 in Liverpool, England; † 6. Juni 2016 im County Cork, Irland) war ein britischer Dramatiker des 20. Jahrhunderts.

## Leben
Peter Shaffer siedelte 1936 mit seiner Familie nach London über. Von 1944 bis 1946 musste er im Rahmen des Bevin Boys-Programmes, das während des Zweiten Weltkrieges geschaffen und für das ein Teil der Wehrpflichtigen eingesetzt wurde, Zwangsarbeit in britischen Kohleminen leisten. Ab 1947 studierte er Geschichte, wofür er von der Universität Cambridge ein Stipendium erhielt. Nach dem Abschluss des Studiums (B. A. 1950) arbeitete er von 1951 bis 1954 gemeinsam mit seinem Bruder Anthony in einer öffentlichen Bibliothek in New York City. Ab 1954 lebte er wieder in England, wo er zunächst für einen Musikverlag in London und später als Musik- und Literaturkritiker tätig war. Ab 1964 gehörte er auch dem Direktorium des National Theatre in London an.
Shaffers erstes Stück The Salt Land wurde 1954 als Hörspiel auf BBC ausgestrahlt. Mit der Veröffentlichung von Five Finger Exercise (Fünffingerübung) festigte er 1958 seinen Ruf als Dramatiker; 1964 folgte das Stück Die königliche Jagd nach der Sonne, das 1969 unter dem Titel Der Untergang des Sonnenreiches verfilmt wurde. In Deutschland wurde der Autor erstmals mit seiner Farce Komödie im Dunkeln (Black Comedy, 1965) bekannt.
Für seine Dramen erhielt Shaffer mehrere Auszeichnungen wie den Evening Standard Award (1958) und den New York Drama Critics’ Circle Award (1960). Seine beiden bekanntesten Stücke, Amadeus (1979) und Equus (1973), wurden beide verfilmt und mit dem Tony Award für das beste Theaterstück ausgezeichnet. 1993 erhielt Shaffer von der Universität Bath die Ehrendoktorwürde in Literaturwissenschaften (Doctor of Letters).
Shaffer lebte in London und New York. Er starb im Juni 2016 im Alter von 90 Jahren nach kurzer Krankheit während einer Reise in Irland. Sein Zwillingsbruder Anthony Shaffer war Drehbuchautor.

## Stücke
- Gleichgewicht des Schreckens (1957)
- Der verlorene Vater (1957)
- Fünffingerübung (1958)
- Geben Sie acht und Hören Sie zu (1962)
- Das Establishment (1963)
- Die lustige Roos Panto (1963)
- Die Jagd nach der Sonne (1964)
- Komödie im Dunkeln (1965)
- Fromme Lügen (1967)
- Exerzitien (1970)
- Equus (1973)
- Amadeus (1979)
- Jonadab (1985)
- Laura und Lotte (1987)
- Das Geschenk der Gorgo (1992)
- Mit wem habe ich das Vergnügen? (Whom Do I Have the Honour of Addressing?) (1996)

## Filmografie (Auswahl)
- 1971: Ein liebenswerter Schatten (Follow Me!)
- 1977: Equus – Blinde Pferde (Equus)
- 1984: Amadeus